# Oenochroa dinosema
Oenochroa dinosema är en fjärilsart som beskrevs av Edward Meyrick 1889. Oenochroa dinosema ingår i släktet Oenochroa och familjen praktmalar, Oecophoridae. Inga underarter finns listade i Catalogue of Life.